# از دفترچه خاطرات یک دوشیزه
نقل از دفترچه خاطرات یک دوشیزه یا از یادداشت‌های یک دوشیزه (به روسی: Из дневника одной девицы) داستان کوتاهی از آنتوان چخوف است که در سال ۱۸۸۳ به‌ نگارش درآمد. این داستان از آثار کوتاه مشهور سال‌های نخست نویسندگی چخوف است که از روی آن فیلم‌سینمایی نیز ساخته شده‌است. «از دفترچه خاطرات یک دوشیزه» بارها به فارسی برگردانده شده‌است.

## در زبان فارسی
این داستان توسط مترجمان گوناگون در سال‌های مختلف به فارسی برگردانده شده‌است.
| سروژ استپانیان | حمیدرضا آتش‌برآب و بابک شهاب | هوشنگ رادپور |
| مجموعه آثار | به سلامتی خانم‌ها | برگزیده کارهای آنتوان چخوف |
| نقل از دفترچه خاطرات یک دوشیزه | از یادداشت‌های یک دوشیزه | از دفترچه خاطرات یک دوشیزه |
| --- | --- | --- |
| «۱۳ اکتبر: بالاخره بخت، در خانهٔ مرا هم کوبید! می‌بینم و باورم نمی‌شود. زیر پنجره‌های اتاقم جوانی بلند قد و خوش‌اندام و گندم‌گون و سیاه چشم قدم می‌زند. سبیلش محشر است! با امروز، پنج روز است که از صبح کلهٔ سحر تا بوق سگ، همان‌جا قدم می‌زند و از پنجره‌های خانه‌مان چشم برنمی‌دارد. وانمود کرده‌ام که بی‌اعتنا هستم.» | «۱۳ اکتبر بالاخره اقبال به من هم روی آورد! باور کردنی نیست اصلاً. زیر پنجرهٔ من یک جوان سبزهٔ خوش‌تیپ با چشمانی سیاه و گیرا قدم می‌زند. سبیل‌هایش معرکه است! پنج روز است که از صبح سحر تا نیمه‌شب قدم می‌زند و مرتب پنجره‌های ما را می‌پاید. تظاهر می‌کنم که برایم مهم نیست.» | «۱۳ اکتبر خیلی خوشحالم… بالاخره بکوری چشم دشمنان در کوچه منهم عیدشد! باورم نمی‌شود حتی به چشم‌های خودم هم اعتماد ندارم. از صبح زود در مقابل پنجره اتاقم مرد قدبلند مومشکی چشم و ابرو سیاهی مرتب قدم می‌زند. سبیل‌هایش عالی است!.. امروز پنجمین روزی است که از صبح زود تا اوایل شب مرتباً جلوی پنجره اتاق من قدم می‌زند و پیوسته نگاه می‌کند. من چنین وانمود می‌کنم که متوجه او نیستم.» |

## سینما
در سال ۱۳۵۷ از روی این داستان پرویز صیاد فیلمی در ایران ساخت به نام: بن‌بست.